# Șerbăuți
Șerbăuți (ukr. Шербівці, Szerbiwci) – wieś w Rumunii, w okręgu Suczawa, w gminie Șerbăuți. W 2011 roku liczyła 1824 mieszkańców. 